# Коридор на Вазари
Коридорът на Вазари (на италиански: Corridoio vasariano) е повдигнат проход в град Флоренция, Италия. Той свързва Палацо Векио с Палацо Пити, минавайки през Уфици и над Понте Векио.

## История

### Строителната площадка на Вазари
Коридорът на Вазари е построен само за девет месеца по поръчка на тогавашния херцог Козимо I де Медичи през 1565 г. по проект на архитекта Джорджо Вазари, който вече е започнал строежа на двореца Уфици. Работата е поръчана да съвпадне с брака на сина на великия херцог, Франческо, с австрийската ерцхерцогиня Йохана Австрийска.
Идеята за повдигнатия проход се ражда, за да даде възможност на великите херцози да се придвижват свободно и без опасност от резиденцията си до правителствения дворец, предвид все още несигурната подкрепа на народа за новия херцог и на новата правителствена система, премахнала древната Флорентинска република, въпреки че републиканските органи до този момент са само символични в продължение на почти век. Проходът също така представлява сравнително по-бърза система от каретата, която по това време неизбежно е трябвало да премине през моста Санта Тринитà, зоната на Стария пазар, която се простира до ул. „Пор Санта Мария“ и самият Понте Векио, и това е било непрактично. Коридорът е построен с изключителна скорост: строителната площадка е открита на 12 март 1565 г., работите са завършени на 17 декември същата година, с изключение на сглобяването на арматурата, която е поставена на място през декември 1568 г.
Пазарът за месо и риба на Понте Векио е преместен, за да се избегнат лошите миризми, когато Великият херцог минава оттам, а дюкяните за злато, които все още заемат моста днес, са преместени на негово място.
Вазари открива проблеми единствено в преминаването на коридора през Кула Манели в края на Понте Векио поради упоритата съпротива на семейството собственик; затова той трябва да го заобиколи през система от конзоли.

### Реставрации от XIX век
Лоджията на Лунгарно дели Аркибузиери (участък от пътя, който минава покрай река Арно, започвайки от площада при Уфици и стигайки до Понте Векио), първоначално е отворена (както все още може да се види днес). Още през 1572 г. обаче тя е намалена до магазини, които след това се развиват върху еркери от страната на реката, по начини подобни на тези в магазините на Понте Векио. Именно тези еркери, повредени след наводнението от 1864 г., правят препоръчително укрепването на стената и парапетите, освобождавайки лоджията от нейните наематели.

### XX век
През 1938 г. Мусолини кара да направят панорамни прозорци, построени в центъра на моста по случай официалното посещение на Адолф Хитлер (май същата година), за да затегне Оста между Италия и Германия. Говори се, че гледката е била много оценена от фюрера и нацистките лидери, които са успели да ѝ се насладят, и може би това е възможната причина, която е спасила моста от унищожаване от мините, поставени от отстъпващата германска армия през август 1944 г., лагеруват в южната част на река Арно и предотвратяват контактите: някои смели флорентински партизани обаче успяват да установят връзка, опъвайки електрически проводник, който обединява два преносими телефона, за разлика от съдбата на всички останали градски мостове. По-специално, както припомня табела, поставена на моста през 2007 г., решението за спасяването на моста се приписва на германския консул във Флоренция Герхард Волф. Както е увековечено в епизод от филма Paisà на Роберто Роселини, проходът по коридора на Вазари в края на Втората световна война е единствената пресечна точка на града от север на юг.
Останалата част от коридора обаче е сериозно повредена от бомбите и е възстановена, отчасти от нулата (като частта, която пресича ул., „де Барди“). Тя е върната на града през април 1973 г., 27 години след края на войната, което със сигурност се дължи на сложната строителна площадка, която обаче е трудно да се оправдае от гледна точка на времето (предвид само деветте месеца, които позволяват целия проход да бъде завършен през XVI век). Надлезът на ул. „де Барди“ е възстановен под ръководството на Управлението на паметниците и вижда затварянето на строителната площадка през 1950 г.: за да се даде възможност за разширяване на пътното платно обаче, е решено да се разшири с четири метра луфтът на арката в сравнение с първоначалния размер. Използването на бързовтвърдяващ се хоросан в работата води до появата за кратко време на пукнатини, които налагат консолидираща интервенция, извършена през 1971 г. под ръководството на арх. Нело Бемпорад.
В момента коридорът зависи от Галерия „Уфици“, която също отговаря за колекцията от автопортрети и за важните колекции от картини от XVII и XVIII век, които са изложени там. Коридорът е затворен за посетители от 2016 г. поради пренареждане и адаптиране на средата.

## Описание
Проходът от началото си в Палацо Векио до края си в Палацо Пити е с дължина около 760 метра. Типологичната матрица на произведението е от римски произход и трябва да бъде поставена във връзка с многократните престои на Джорджо Вазари в Рим: височината на пилоните и тясното свързване на полукръглите арки (в участъка на Лунгарно дели Аркибузиери) имат препратка към римските акведукти; с такава препратка е и изисканата простота, характерна и за една архитектура, решително насочена към полезното и функционално, както и подходяща за флорентинската традиция.  На това търсено опростяване съответства бедността на материалите: издатините на хоризонталните и вертикалните ленти са направени от обикновена глинена тухла, като тухлите са монтирани в малки прогресивни еркери: камъкът е запазен за рамките на прозорците, кръгли като илюминатори към града и правоъгълни към реката. Всички материали се използват повторно или се намират във Флорентинската равнина, в малък радиус от столицата, където е в сила феодалната система за задължителна работа. Тухлите, натрошените и смлени, и теракотените плочки идват от пещите на Кампи, Сесто и Ластра а Синя; камъчетата, широко използвани в зидарията, която се издига върху магазините на Понте Векио, се извличат от Арно; пиетра серена на прозорците е от Фиезоле; камъните и колоните на Рибната лоджия, построена по протежение на реката само шест години по-рано и разрушена, за да направи място за Коридора, са използвани повторно в новата сграда“.
Коридорът започва в апартаментите на Елеонора ди Толедо, близо до параклиса ѝ от Брондзино, на втория етаж на Палацо Векио, пресича ул. „дела Нина“ с надлез, минава над покрива на църквата „Сан Пиер Скераджо“ и навлиза в последния етаж на галерия Уфици. Проходът продължава вътре в музея, в галериите, които първоначално са открита лоджия, като достига до западния коридор, където се спуска стълба до нивото на надлеза на Лунгарно дели Аркибузиери. След това минава покрай река Арно, поддържан от сводест портик върху здрави зидани колони. На нивото на улицата различните травеи (пространството между два или повече носещи елемента на конструкцията) на портика са свързани помежду си чрез малки арки, така че да образуват галерия.
На ъгъла срещу Понте Векио има щит с херцогския герб на Медичите на Козимо I с огърлицата на Ордена на Златното руно, съвременна репродукция на оригинала, унищожен от времето.
Коридорът продължава, пресичайки река Арно над дюкяните на Понте Векио. В центъра на моста има поредица големи панорамни прозорци над реката в посока към моста Санта Тринитà, много различни от малките и дискретни ренесансови илюминатори: отворите, създадени през 1938 г. за посещението на Адолф Хитлер във Флоренция.
След това коридорът заобикаля Кула „Манели“ с надвес върху конзоли, пресича ул. „де Барди“ с арка и минава над лоджията на фасадата на църквата „Санта Феличита“ и с балкон, защитен от погледa с тежка порта, гледа директно към църквата, за да се гарантира, че членовете на великото херцогско семейство могат да присъстват на литургията, без да слизат сред хората. По ул. „Гуачардини“ минава зад сградите и покрай градина на Гуачардини, и достига до Градина „Боболи“ в Пещерата на Буонталенти, като накрая влиза в Палацо Пити на сегашното кръгово кръстовище на Бакх.

## Галерия с изображения
- Започва от Палацо Векио...
- ...отминава ул. „дела Нина“ и влиза в Уфици...
- ...преминава през галериите на последния етаж...
- ...слиза със стълба...
- ...излиза от сградите с арка...
- ...от Уфици...
- ...минава през Лунгарно дели Аркибузиери...
- ...създавайки покрит проход...
- ...завива...
- ...на Понте Векио...
- ...пресича река Арно от моста...
- ...заобикаля Кула Манели...
- ...минава над ул. Де Барди...
- ...влиза в Кула Обриаки...
- ...излиза на площад „Санта Феличита“...
- ...минава пред църквата Санта Феличита...
- ...в която влиза в балкон със затварящи се решетки...
- ...пресича задната част на благородническите дворци на ул. Гуачардини...
- ...чак до Градина „Боболи“...
- ...минава отляво на Пещера на Буонталенти...
- ...пристига в Палацо Пити.